# 天国 (イスラーム)

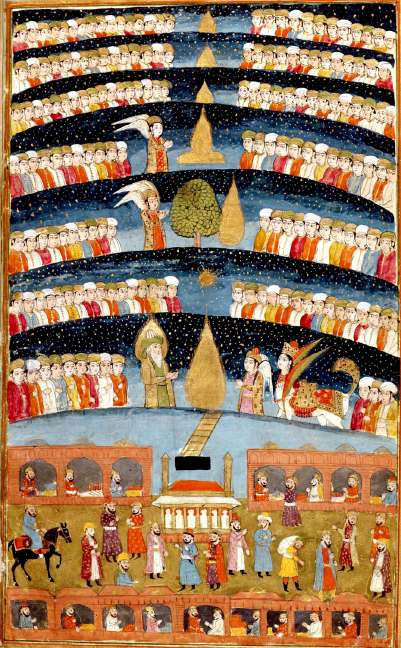
1808年のカシミールの楽園のイメージ

イスラムにおける天国(阿: جنّة) は、信教を貫いた者だけが死後に永生を得る所とされる。イスラム教の聖典『クルアーン（コーラン）』ではイスラムにおける天国の様子が具体的に綴られている。
コーラン出来事章10節から24節『（信仰の）先頭に立つ者は、（楽園においても）先頭に立ち、これらの者（先頭に立つ者）は（アッラーの）側近にはべり、至福の楽園の中に（住む）。昔からの者が多数で、後世の者は僅かである。（かれらは錦の織物を）敷いた寝床の上に、向い合ってそれに寄り掛かる。永遠の（若さを保つ）少年たちがかれらの間を巡り、（手に手に）高坏や（輝く）水差し、汲立の飲物盃（を捧げる）。かれらは、それで後の障を残さず、泥酔することもない。また果実は、かれらの選ぶに任せ、種々の鳥の肉は、かれらの好みのまま。大きい輝くまなざしの、美しい乙女は、丁度秘蔵の真珠のよう。（これらは）かれらの行いに対する報奨である。』および56章27節から40節『右手の仲間、右手の仲間とは何であろう。（かれらは）刺のないスィドラの木、累々と実るタルフ木（の中に住み）、長く伸びる木陰の、絶え間なく流れる水の間で、豊かな果物が絶えることなく、禁じられることもなく（取り放題）。高く上げられた（位階の）臥所に（着く）。本当にわれは、かれら（の配偶として乙女）を特別に創り、かの女らを（永遠に汚れない）処女にした。愛しい、同じ年配の者。（これらは）右手の仲間のためである。昔の者が大勢いるが、後世の者も多い。』、先頭のものとは最良のムスリム、右手の者とは一般のムスリムのことである。
そのためこのような天国での物質的快楽の描写がジハードを推し進める原動力となっているという指摘もある。実際に過激派組織が自爆テロの人員を募集する際にこのような天国の描写を用いている場合が少なくないとされ、問題となっている。
反イスラーム主義者からはフーリーの存在を厳しく批判されており、『このような天国描写は単なる売春宿である』という主張もなされてきた。またムハンマド風刺漫画掲載問題でもイスラームを侮辱するためにこの事がネタとして取り上げられている。

## クルアーンにおける楽園
来世での報奨に関しては、Q2章82、Q40章40、Q55章46・62、Q39章73などに記述がある。
固有名詞の付いた楽園として、以下のようなものが登場している。楽園の数に関しては、4, 7, 8など、さまざまな解釈があるという。
- フィルダウス（パラダイス） - Q18章107
- アドン（エデン） - Q16章31
- ナイーム（悦楽） - Q5章65
- マアワー（安息所） - Q53章15
- フルド（永遠） - Q25章15

## 注記
1. ↑  アラビア語ラテン翻字: jannah
2. ↑  14歳が自爆テロ未遂、報酬2400円 パレスチナ（朝日新聞 2004年3月25日）　少年を勧誘するに当たり、『殉教すれば天国で72人の処女とセックスができる』と説いていた
3. ↑  コルドバのエウロギウスは9世紀にこのような主張を展開している
4. ↑  自爆テロ犯に向かってムハンマドが『もう処女はいない』と呼びかけるもの
5. ↑  岩波イスラーム辞典「楽園」